# Gustav Julius von Wechmar
Gustav Julius Freiherr von Wechmar (* 18. Oktober 1791 in Guhren, Kreis Steinau; † 1. März 1863 in Görlitz) war ein preußischer Generalmajor und Kommandeur der 9. Kavallerie-Brigade.

## Leben

### Herkunft
Gustav Julius war der Sohn des preußischen Leutnants a. D. und Herrn auf Guhren Gottlieb Rudolf von Wechmar (1760–1828) und dessen Ehefrau Charlotte Amalie Karoline, geborene von Schlieben (1757–1800).

### Militärkarriere
Wechmar trat im Jahr 1804 als Junker in das Husarenregiment „von der Oye“ der Preußischen Armee ein und avancierte Mitte September 1806 zum Kornett. Im Vierten Koalitionskrieg wurde er in der Schlacht bei Jena sowie auf dem Rückzug im Gefecht bei Zehdenick verwundet. Ferner kämpfte er bei Heilsberg, Königsberg und an der Passange. Nach dem Frieden von Tilsit wurde Wechmar am 4. Dezember 1807 zum Sekondeleutnant befördert und am 18. Februar 1809 in das 1. Schlesische Husaren-Regiment versetzt. Während des Feldzuges gegen Russland nahm er 1812 an den Kämpfen bei St. Annen, Olai, Clievenhof, Wollgund, Ruhenthal, Mesothen und Garossenkrug teil.
In den Befreiungskriegen wurde Wechmar für sein Verhalten bei Dresden mit dem Eisernen Kreuz II. Klasse ausgezeichnet und in der Schlacht bei Ligny verwundet. Er kämpfte bei Waterloo, wurde im Gefecht bei Gosselies verwundet, und nahm an den Gefechten bei Compiegne, Sevres teil. Für Issy erhielt Wechmar das Eiserne Kreuz I. Klasse.
Am 31. August 1815 wurde er zum Premierleutnant befördert und als Adjutant zur Liegnitzer Landwehr-Inspektion versetzt, bevor man ihn am 2. Oktober 1817 dem 1. Kürassier-Regiment aggregierte. Am 24. März 1818 folgte zunächst seine Versetzung in das 8. Dragoner-Regiment und mit der Beförderung zum Rittmeister kam Wechmar Mitte Mai 1818 in das 4. Kürassier-Regiment. Nachdem er Ende März 1836 zum Major befördert worden war, beauftragte man ihn am 30. März 1844 zunächst mit der Führung des 3. Kürassier-Regiment und ernannte Wechmar am 14. Januar 1845 zum Regimentskommandeur. In dieser Stellung stieg er bis Mai 1848 zum Oberst auf. Am 18. April 1850 wurde er als Kommandeur in die 9. Kavallerie-Brigade versetzt, am 7. Mai 1850 dem 3. Kürassier-Regiment aggregiert sowie am 22. März 1852 zum Generalmajor befördert. Wechmar nahm am 6. Juni 1854 seinen Abschied mit Pension. Er starb am 1. März 1863 in Görlitz.

### Familie
Wechmar heiratete am 15. Februar 1820 Auguste von Loeben. Die Ehe blieb kinderlos.